# Korablîșce, Mlîniv
Korablîșce (în ucraineană Кораблище) este localitatea de reședință a comunei Korablîșce din raionul Mlîniv, regiunea Rivne, Ucraina.

## Demografie
Componența lingvistică a localității Korablîșce
     Ucraineană (100%)
Conform recensământului din 2001, toată populația localității Korablîșce era vorbitoare de ucraineană (100%).